# Lewistown (Montana)
Lewistown er en amerikansk by og administrativt centrum for det amerikanske county Fergus County i staten Montana. I 2000 havde byen et indbyggertal på 5.813.

## Ekstern henvisning
- Lewistowns hjemmeside (engelsk)

47°03′53″N 109°25′48″V / 47.0647°N 109.43°V